# Mesobracon pedalis
Mesobracon pedalis är en stekelart som beskrevs av Charles Thomas Brues 1926. Mesobracon pedalis ingår i släktet Mesobracon och familjen bracksteklar. Inga underarter finns listade i Catalogue of Life.